# Eugen Baumann (NSDAP-Kreisleiter)
Eugen Baumann (* 24. April 1895 in Hornberg; † nach 1951) war ein deutscher Zimmermann, Holzkaufmann und Funktionär der NSDAP.

## Leben und Wirken
Eugen Baumann absolvierte eine Ausbildung als Zimmermann und Holzkaufmann, übernahm später das Sägewerk seines Vaters Jakob Baumann in Hornberg und verlegte es nach Appenweier. Ab 1930 war er Mitglied der NSDAP und bis 1934 NSDAP-Fraktionsführer im Gemeinderat seiner Heimatstadt Hornberg. Außerdem war er SS-Truppführer. Er galt als „alter Kämpfer“ der Partei und „Schüler“ des ersten Wolfacher NSDAP-Kreisleiters Adolf Schuppel, der „voll der Idee des Nationalsozialismus“ gewesen sei. Im August 1934 wurde Baumann mit der Wahrnehmung der Geschäfte des NSDAP-Kreisleiters für den Kreis Wolfach beauftragt und einen Monat später von Gauleiter Robert Wagner in seinem Amt bestätigt. 1935 ernannte Wagner ihn außerdem zum „Beauftragten der NSDAP für die Gemeinden des Kreises Wolfach“. 1939 gab er die Leitung seines Sägewerks ab und wurde hauptamtlicher Kreisleiter.
Zum 1. Oktober 1942 wurde Baumann als Kreisleiter nach Rappoltsweiler im Elsass versetzt und mit der Wahrnehmung der Geschäfte des Kreises Kolmar beauftragt. Der Anlass für diese überraschende Versetzung war, dass der seit 1940 als Kreisleiter in Rappoltsweiler tätige Walther Kirn (1891–1944) im April 1942 von Gauleiter Wagner zum Einsatz an der Ostfront abkommandiert worden war. Zwischen Mai und September 1942 hatte der Mühlhausener NSDAP-Kreisleiter Hans-Peter Murer nebenher die Leitung des Kreises Rappoltsweiler kommissarisch übernommen. Durch Kirns korruptes Verhalten im Amt und eine außereheliche Beziehung zu seiner Sekretärin war es zu massiven Protesten gegen ihn in der Bevölkerung und bei seinen Parteigenossen gekommen. Im Oktober 1942 wurde Kirn nach seiner Rückkehr von der Front deshalb in Straßburg zu neun Jahren Zuchthaus verurteilt.
Der Wolfacher NSDAP-Ortsgruppenleiter und SS-Hauptsturmführer Karl Hauger (1906–1985), seit 1937 als Forstrat in Wolfach tätig, wurde im Herbst 1944 als Dienstverweser in den Kreisen Rappoltsweiler und Markich eingesetzt. Da er am 20. November 1944 kurz vor der Besetzung Straßburgs durch die US Army nach Wolfach zurückkehrte, zeigte ihn Kreisleiter Baumann wegen „Feigheit vor dem Feinde“ bei Gauleiter Wagner an. Das NSDAP-Gaugerichtsverfahren gegen Hauger konnte jedoch wegen der fortschreitenden Kriegsereignisse nicht mehr durchgeführt werden.
Zur Entlastung des Gaustabsleiters Schuppel, der bisher in Personalunion das Gaupersonalamt geleitet hatte, beauftragte Gauleiter Wagner Ende März 1945 den Kreisleiter und „Oberbereichsleiter der NSDAP“ Baumann mit der „Wahrnehmung der Geschäfte des Gaupersonalamtes“.
In seinem Spruchkammerverfahren wurde Baumann am 30. September 1949 wegen seiner Vergangenheit als „alter Kämpfer“ der NSDAP und Kreisleiter zu einer Geldstrafe von 5000 DM verurteilt, die durch einen „Gnadenverweis“ des Badischen Staatskommissariats für politische Säuberung vom 26. Juli 1951 auf 3000 DM reduziert wurde.